# Pueblo de terrazas
Terrazas es una localidad y un municipio situado en la provincia de Burgos, comunidad autónoma de Castilla y León (España). Se encuentra dentro del grupo de municipios que engloba el Ayuntamiento de Salas de los Infantes, localidad que a su vez es la capital de la comarca de la Sierra de la Demanda y cabecera del Partido de Salas de los Infantes.

## Geografía
Situado en el valle del río Arlanza, en el sureste de la provincia de Burgos (Castilla y León, España).
Este municipio, junto a los municipios de  Arroyo de Salas, Castrovido y Hoyuelos de la Sierra, constituyen el grupo de pueblos del valle del río Arlanza.
Este municipio cuenta con un total de 11 habitantes, por lo que es considerado como un pueblo de tipo pequeño, por lo que su centro de servicios se encuentra en Salas de los Infantes, que cuenta con una importante actividad comercial e industrial.
Este municipio, a diferencia de los que están situados a su alrededor, no cuenta con un servicio fijo de autobuses.

## Economía
Lo que más caracteriza a este municipio es la gastronomía. gastronómicos.

## Historia

### Fundación
Fue fundado por Diego Laínez

### General
La ubicación donde se encuentra Terrazas fue habitada por los celtíberos de los pelendones, quienes ocuparon un  castro en una colina, hasta que llegaron los romanos, que establecieron un asentamiento a las orillas del río.  Muy cerca, en Castrovido, se encontraba otro asentamiento celtíbero.

## Monumentos y lugares interesantes
```
La Interesantísima Iglesia es un edificio católico en el que cuyo interior se encuentra un material artesonado muy agradable para la vista y una excelente pila bautismal, junto a restos románicos muy curiosos. Está situada en la ladera sobre la que está el pueblo.
```

## Fiestas y eventos
- Fiestas patronales: 11y 12 de agosto.